# Pinaxia
Pinaxia là một chi ốc biển, là động vật thân mềm chân bụng sống ở biển thuộc họ Muricidae, họ ốc gai.

## Hình ảnh

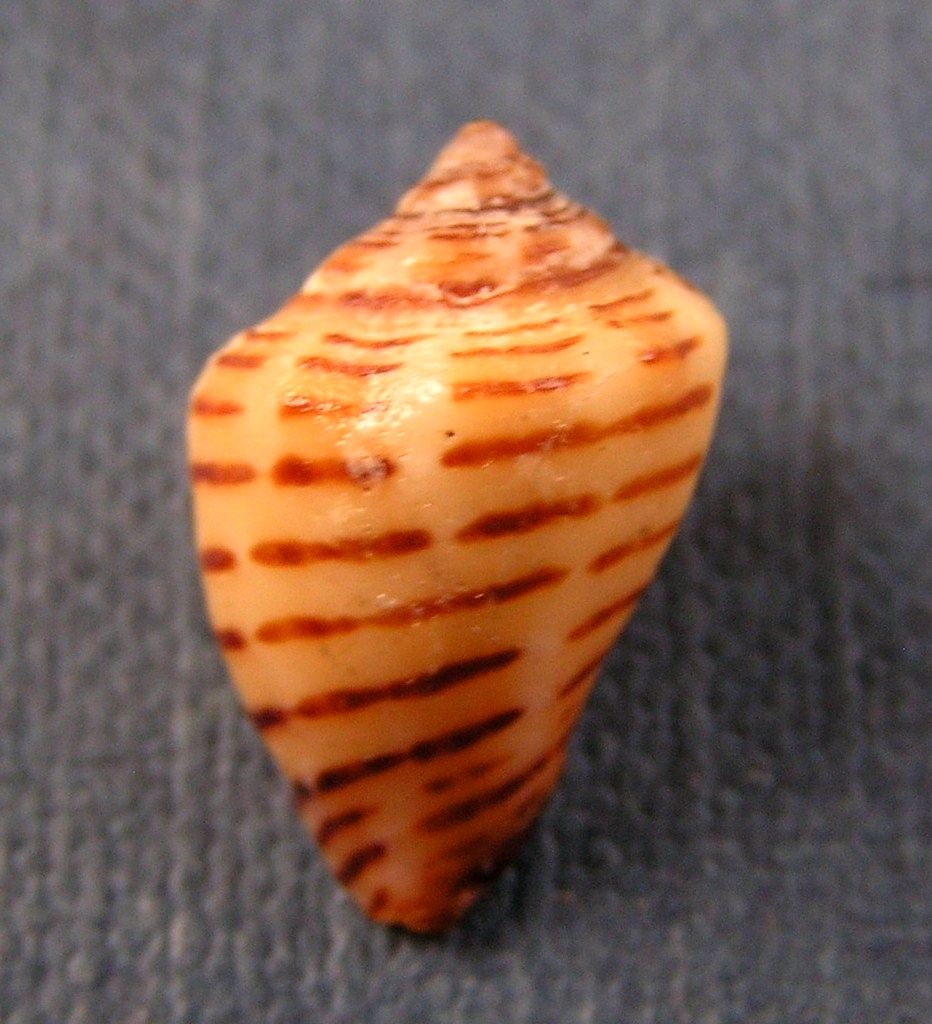
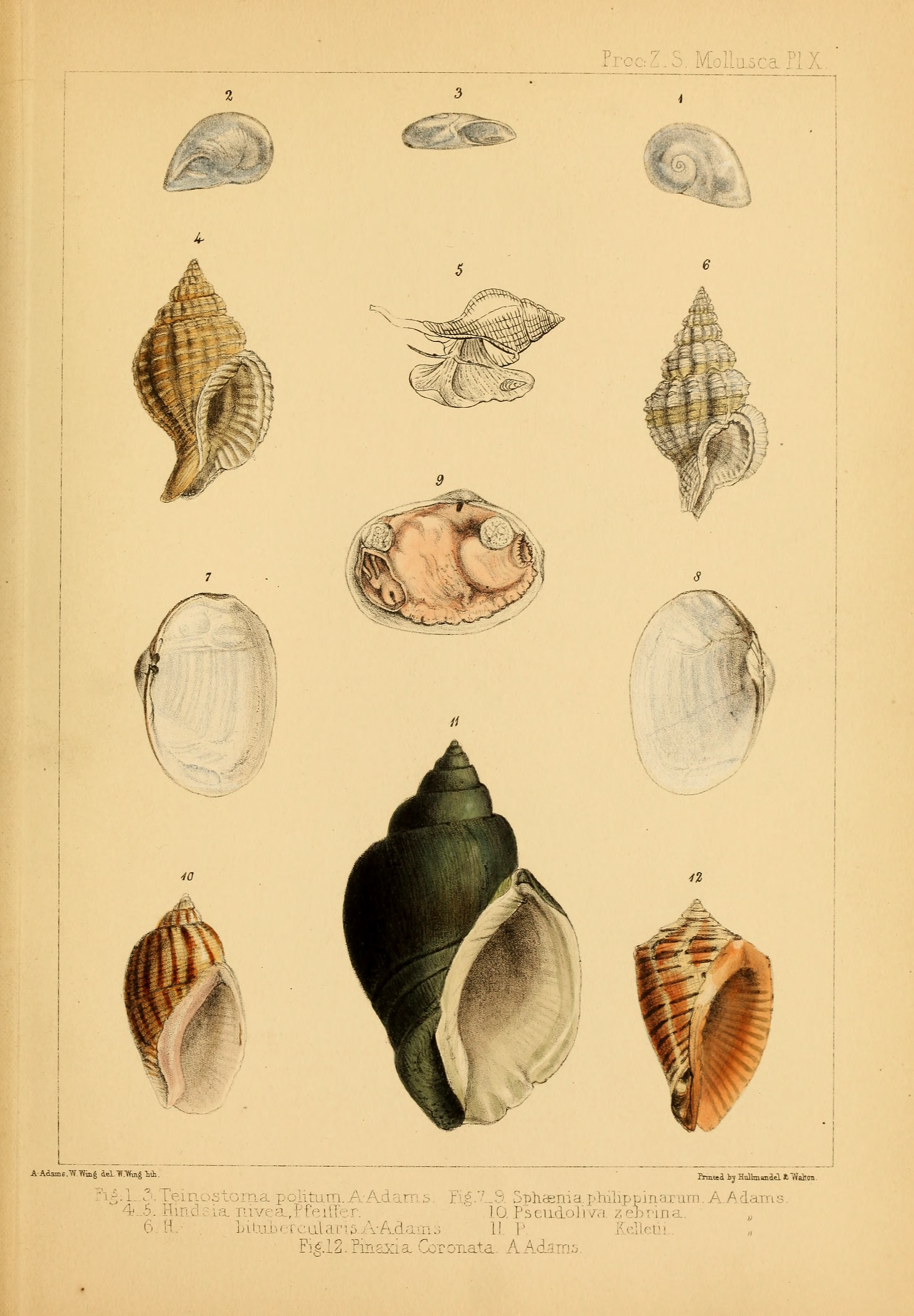

## Các loài
Các loài thuộc chi Pinaxia bao gồm:
- Pinaxia coronata (H. Adams, 1853)[2]
- Pinaxia versicolor (Gray, 1839)[3]